# LADSPA

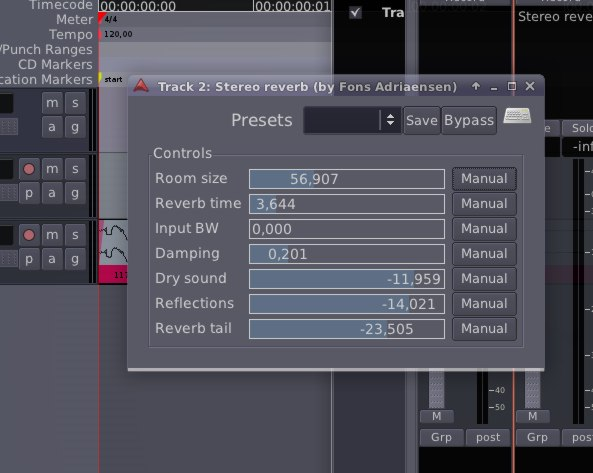

LADSPA è l'acronimo di Linux Audio Developers Simple Plugin API. È uno standard per gestire effetti e filtri. Tale piattaforma è distribuita sotto licenza GNU LGPL. Fu progettata inizialmente solo per Linux col consenso della Linux Audio Developers Mailing List, ma gira su numerose piattaforme. È usata in moltissimi progetti di free software audio e rende disponibile un gran numero di plug-in.
LADSPA esiste come file scritto in C.
Ci sono molto plug-in standard per molti moderni sintetizzatori ed editor. LADSPA si offre come "massimo comune divisore" di altri standard. Vuol dire che il suo ambito di applicazione è limitato ma semplice, così che i plug-in scritti usando LADSPA possano essere facilmente integrati in altri programmi. Lo standard è stato variato molto poco dalla sua nascita, per questo i problemi di incompatibilità sono rari.
DSSI estende LADSPA per fungere da strumento plug-in.
LV2 è un successore, basato su LADSPA ma permette maggiore estensibilità.